# 西武自動車販売
西武自動車販売株式会社（せいぶじどうしゃはんばい、SEIBU MOTOR SALES CO.,LTD.）は、西武百貨店・セゾングループに属した自動車輸入販売会社である。1965年11月に日本自動車輸入組合(JAIA)に加入、1995年7月までメンバーであった。同系列であったその他の自動車販売会社についてもあわせて記載する。

## 概要

### 西武自動車販売の設立
1960年6月、西武百貨店は自動車販売の将来性を見込み、自動車販売係を設置し、10月には本店に隣接したショールームを開き、乗用車一般を含めて国産全車種を百貨店で扱うことにした。1962年9月、アメリカのゼネラル・モーターズ社の日本での販売強化に伴い、西武百貨店がシボレー販売代理権を取得したことを契機に、事業体として独立運営を図ることになり、10月、従来の販売事業部自動車課の事業を独立させ、「西武自動車販売」（資本金1億円、代表取締役堤清二）が設立された。この時期は、たまたまロス出店に伴い百貨店の金融難が著しかったことから、新会社の設立にあたっては、百貨店の取引銀行とは別に、富士銀行から資金融資を受けることとなり、西武自動車の発足と発展には同行が大きな役割を果たすことになった。
シボレー代理店としての販売地域は、神奈川、静岡、長野、山梨の4県（従来は大洋自動車が保有）であり、東京でも従来のGM車販売代理店の理解と強力を得て、シボレーの販売を許可された。国産車については、当初、全車種を取り扱っていたが、それでは販売活動の激化に対応しきれないうえに、マージン面でも不利であったため、ディーラーとしての方向性を探すことになった。そこで、日産自動車のディーラーであった東都日産モーターから出向社員を迎えて、その第一歩を踏み出している。

### 西欧自動車の設立
西欧自動車は、ヨーロッパの自動車の輸入販売を目的として、1963年6月に西武百貨店と三菱商事との提携によって設立された（資本金3億円）。当時、日本に輸入される外国車の大半は、米国製であり、ヨーロッパ車は、もっぱら高価な高級車が中心であった。西欧自動車は、イタリアの自動車メーカーのフィアット社と販売代理店契約を結び、フィアット社の日本代理店のひとつとなった。1964年9月には、池袋に専用の整備工場、新宿に事務所とショールームが開設された。

### 西武自動車販売と西欧自動車が合併
1971年3月、西武自動車販売と西欧自動車は対等合併して、資本金4億円の「西武自動車販売」として再スタートした。西武百貨店が3億円、残余は西友ストアーおよび三菱商事の出資であった。両社は、販売権取得の関係上別個に設立されたが、実際の営業活動では密接な強力関係にあった。西欧自動車がフィアット社の総代理店ばかりではなく、1968年1月には同じイタリアのフェラーリ社とも代理店契約を結ぶにいたって、シボレーの販売網を別個に維持することは不合理となり、合併したものであった。
新しい西武自動車販売は、シボレー、フィアット、フェラーリに続いて1972年にはフランスのシトロエン社とも代理店契約を結んだ。従来のピレリー社の高速タイヤ、ボルボ、ペンタ、アクアマチック各社の船内外機をはじめとするマリン事業部とあわせて、総合的な自動車および関連部品の輸入販売会社へと成長していった。
1972年、自動車排出ガス規制への対応が困難となったフィアットの販売から撤退し、フェラーリの代理権をロイヤル・モータースに譲渡。1977年には撤退したは新東洋企業に代わってプジョーの取扱を開始した。1970年代から1980年代前半の主力車種はシトロエン・GSで、日産自動車の協力を得て排出ガス対策を行うなど苦労しつつ、1972年から1986年まで14年にわたって継続的に数千台を輸入（1976 - 77年は中断）し、日本におけるシトロエン車の普及に貢献した。その後もシトロエン・BX、サーブ・900などがヒットし、輸入車販売業界の中で確固たる地位を得た。
しかし、マツダによるユーノス系列でのシトロエン販売、スズキによるプジョー販売など、国産メーカーの輸入車販売への進出、さらにはBMWジャパンの成功に刺激された海外メーカーの日本法人設立による輸入業務直営化や、バブル崩壊によるセゾングループ解体の影響を受け、1992年10月にはサーブの輸入販売権を本国サーブ・オートモービル社が新たに設立する日本法人「サーブ・ジャパン」に委譲し、サーブの販売から撤退した。その後、1995年をもってクライスラーの日本法人「クライスラージャパンセールス」に吸収合併されたが、同社はジープの販売会社となったことから、シトロエンの輸入販売を目的とした「新西武自動車販売」が別個設立され、2002年まで存続した。

### 販売拠点
輸入車事業部門は、都内、横浜、浦和、仙台、静岡、京都、大阪に直営店を設け、その他地域は卸販売を行った。マリン事業部門は、ボルボ・ペンタ社製の船舶エンジンの日本における総輸入元として、全国の代理店に卸販売を行ったほか、レジャーボート、マリンレジャー用品の卸販売も行った。

### 広告
「知性あるモーターライフ」をキャッチコピーとし、自動車雑誌『CAR GRAPHIC』、1980年代にはTVKテレビなどに広告を出稿した。

## グループ傘下にあったその他の自動車販売会社

### 西武日産販売
西武日産販売は、日産自動車の自動車販売を目的に1963年9月に設立され、東京日産モーター、東都日産モーター両社のサブディーラーとなった。資本金1億円は西武百貨店が全額出資し、百貨店別館事務所に本社を置き、新宿に営業所と整備工場を置いた。1964年には、新たに中央営業所（浅草橋、5月）、大泉中央センター（5月）、中野営業所（7月）、駒沢営業所（10月）を相次いで開設し、販売体制を強化した。こうした販売体制の整備によって、西武日産販売の販売高は伸長し、設立翌年には、月商170台以上の販売実績を上げるようになり、日産自動車の東京地区既存ディーラー8社とほぼ肩を並べるに至った。その結果、1965年4月、西武日産販売は日産特約販売会社として正式に認可され、サブディーラーからディーラーへの昇格を遂げ、急成長をみた。
ところが1968年4月、日産自動車の販売政策が転換してディーラーの再編成が行われ、西武日産販売は練馬車検区の日産モーター系専売権を得て、セドリック、ローレルなど上級乗用車と商用車の販売を行うことになった。しかし、テリトリーシステムへの移行に伴って、日産系ディーラーの権利を獲得できなかったことは、西武日産販売の成長力を頭打ちすることになった。この結果、乗用車の国内市場が年率40%以上の伸びを見せていた60年代末から70年代の時期に、西武日産販売の販売台数は6000台前後で伸び悩んだ。だが、1982年から西武流通グループ社員に対する「日産車販売全国展開」がスタートすると、業績は改善に向かった。これはグループとしてシナジー効果が意識された頃であって、相互連携が成果を収めたひとつの例となった。
西武日産販売は、2001年に東京日産モーターに吸収合併され、その東京日産モーターも、2006年に日産プリンス東京販売と合併している。

### ジャガージャパン
1986年10月、イギリスのジャガーカーズと西武百貨店の共同出資により、日本国内おけるジャガーおよびダイムラーの総輸入元として設立。世田谷区尾山台に本社を置いた。
直営拠点として、世田谷区尾山台に世田谷ショールーム（1988年5月）、港区西新橋に新橋ショールーム（1987年4月）、大阪市西淀川区に大阪支店ショールーム（1987年8月）を設置、その他の地区では19店のフランチャイズディーラーによって展開した。

### 西洋自動車北海道
北海道における輸入車マーケットも拡大傾向にあったことから、生活者ニーズの変化に即応しうる輸入車販売事業の創造を目指し、1989年9月に設立され、札幌市に本社を置いた。
複数のメーカーの車を大規模に販売する新しい形態の輸入車販売会社（マルチフランチャイズディーラー）として、道内主要地域におけるショールーム、サービス工場を運営した。